# Cổn Miện

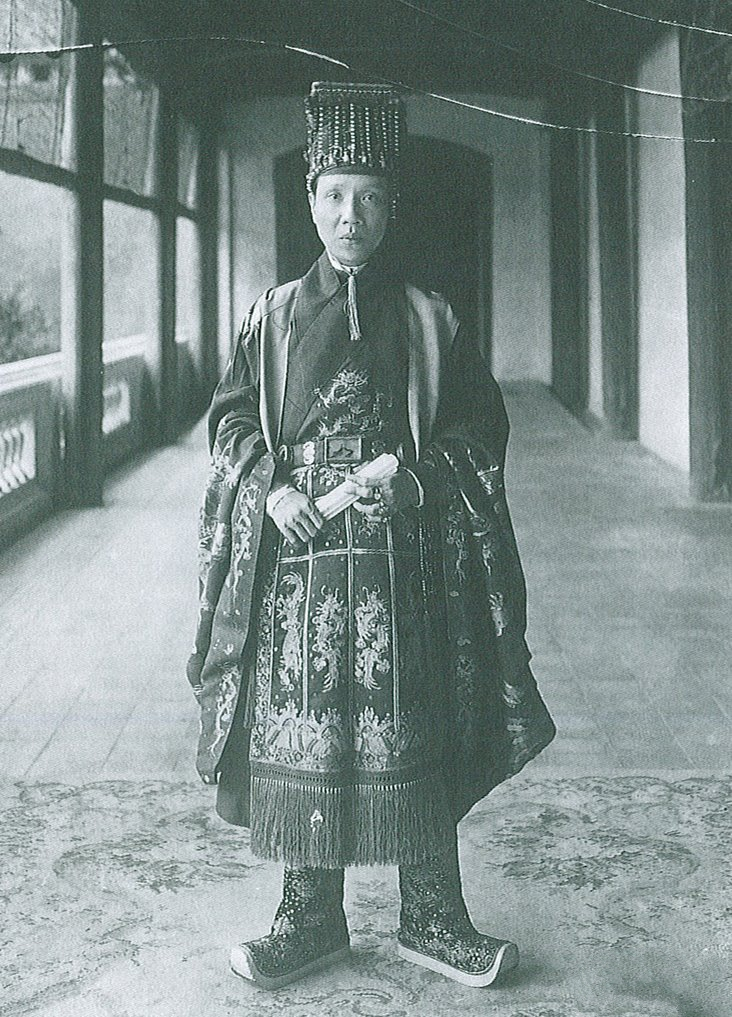
Hoàng đế Khải Định của Việt Nam mặc áo Cổn Miện

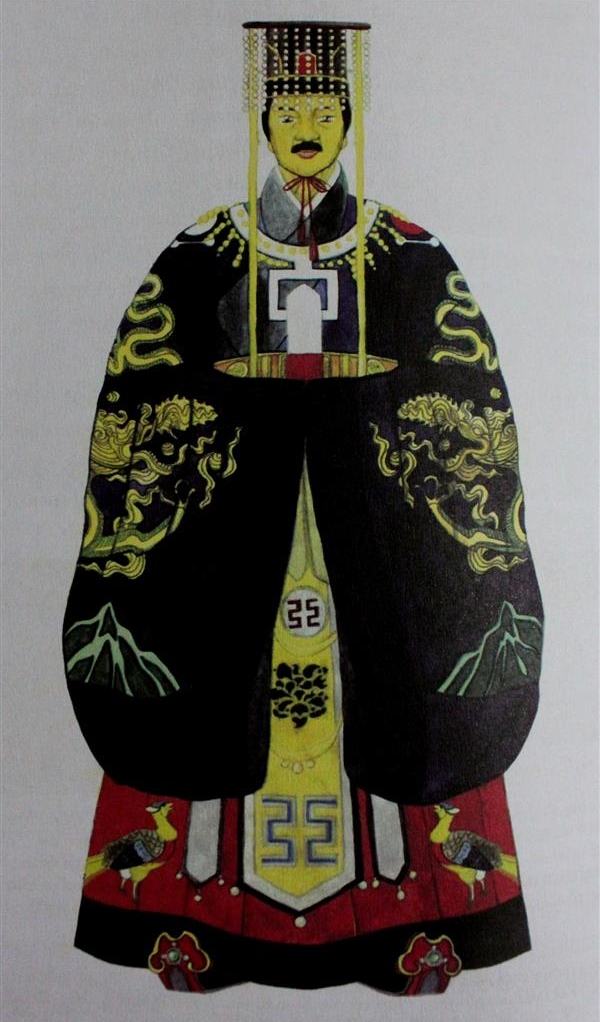
Phỏng dựng Cổn miện thời Lý-Trần trong sách Ngàn năm áo mũ

Cổn Miện (袞冕), hay Miện phục (冕服) là lễ phục cao cấp nhất dành cho nam giới ở Đông Á cổ đại. Nó chủ yếu bao gồm "quan"(冠, vương miện), "thượng y"(上衣, áo khoác, thường là màu đen), "hạ thường"(下裳, váy dưới, màu đỏ nhạt), cũng như các thành phần pha phụ kiện khác.
Trong lịch sử, Việt Nam, Trung Quốc, Nhật Bản, Triều Tiên và các quốc gia khác đã sử dụng Cổn Miện làm lễ phục cấp cao nhất cho vua, hoàng tử và những người khác.